# Sport Club São Paulo
Sport Club São Paulo es un equipo de fútbol de Brasil que juega en el Campeonato Gaúcho de Fútbol - Série B, la tercera división del estado de Río Grande del Sur.

## Historia
Fue fundado el 4 de octubre de 1908 en el municipio de Río Grande, Río Grande del Sur por Adolpho Corrêa, José Sartori, José Bernardelli y Hermenegildo Bernardelli que estaban viendo un partido entre ingleses y alemanes residentes en el municipio con el fin de que la colonia portuguesa del municipio pudiera practicar fútbol, porque los descendientes de alemanes e ingleses contaban con el Sport Club Rio Grande. El nombre Sao Paulo es por el estado de Sao Paulo, donde nació Adolpho Correa.
En 1933 gana el campeonato del interior y el Campeonato Gaúcho por primera vez luego de vencer al Gremio de Porto Alegre en la final, en el mismo año en el que decidieron que sus colores serían los mismos que tiene la bandera de Portugal.
En 1979 participa por primera vez en el Campeonato Brasileño de Serie A, la primera división de Brasil conocida en ese entonces como Copa de Oro en donde logra avanzar de la primera ronda como quinto lugar de su zona, pero es eliminado en la segunda ronda al terminar en sexto lugar de su grupo entre ocho equipos, finalizando en el lugar 42 entre 94 equipos.
La década de los años 1980 es la más recordada en la historia del club, participando por segunda edición consecutiva en el Campeonato Brasileño de Serie A, donde a diferencia de la edición anterior, en esta es eliminado en la primera ronda al terminar en último lugar de su grupo entre 10 equipos, finalizando en el lugar 41 entre 44 equipos. Al año siguiente juegan por primera vez en el Campeonato Brasileño de Serie B en el que termina eliminado en la primera ronda al terminar en cuarto lugar de su zona a solo un punto de la clasificación, finalizando en el lugar 27 entre 48 equipos.
En 1982 juegan por segundo año consecutivo en el Campeonato Brasileño de Serie B, y a diferencia del año anterior, en esta superan la primera ronda al terminar en segundo lugar de su zona solo detrás del Clube Atlético Paranaense del estado de Paraná. En la segunda ronda ganan su triangular al Uberaba Sprto Club del estado de Minas Gerais y al Vila Nova Futebol Clube del estado de Goiás, obteniendo el ascenso al Campeonato Brasileño de Serie A que se jugó en ese mismo año. En la primera división nacional avanzó directamente a la segunda ronda, donde fue eliminado al terminar en último lugar de su grupo, terminando en el lugar 31 entre 44 equipos.
Fue hasta 2016 que el club aparece en los torneos a escala nacional cuando clasifica por primera vez al Campeonato Brasileño de Serie D donde es eliminado en la primera ronda al terminar en tercer lugar de su zona solo superando al Paraná Soccer Technical Center del estado de Paraná, quedando a solo un punto de la clasificación finalizando en el lugar 35 entre 68 equipos.
En 2017 vuelve a clasificar al Campeonato Brasileño de Serie D al quedar en sexto lugar de la clasificación general del Campeonato Gaúcho el año anterior, pero vuelve a ser eliminado en la primera ronda al quedar en último lugar de su zona entre 4 equipos finalizando en el puesto 60 entre 68 equipos.

## Rivalidades
Uno de sus rivales es el Sport Club Rio Grande, ambos de la misma ciudad, en el llamado Clásico Río-Rita. También tiene una rivalidad con el Footbal Club Rio-Grandense en el llamado Clásico Catu-Río, y también con el Grêmio Esportivo Brasil.

## Palmarés

### Estatal
- Campeonato Gaúcho: 1

1933
- Campeonato Gaúcho del Interior: 1

1933
- División de Ascenso Gaúcho: 2

1967, 1970
- Torneo Incentivo Gaúcho: 1

1981
- Copa Bento Gonçalves: 1

1985
- Copa ACEG: 1

1986

### Municipal
- Campeonato Citadino de Río Grande: 28

1916, 1918, 1920, 1927, 1928, 1929, 1930, 1931, 1932, 1933, 1935, 1943, 1945, 1952, 1954, 1958,1959, 1966, 1967, 1968, 1969, 1970, 1971, 1973, 1980, 1987, 2004, 2009
- Copa Ciudad de Río Grande: 1

1980

## Entrenadores
- Badico (?-mayo de 2022)[13]
- Rodrigo Bandeira (mayo de 2022-presente)[2]